# 新小文字病院
社会医療法人財団池友会 新小文字病院（しゃかいいりょうほうじんざいだんちゆうかい しんこもんじびょういん）は、福岡県北九州市門司区にある医療機関。社会医療法人財団池友会が運営する病院である。旧名称は小文字病院。2008年1月1日に小倉北区から現在地に移転、現名称となる。脊髄・脊柱治療センター、救急救命センター、脳神経センターを持つ。2011年3月10日付で福岡県災害拠点病院（地域災害医療センター）の指定を受けた。

## 診療科
- 循環器内科
- 消化器内科
- 一般内科・総合診療科
- 外科
- 脳神経外科
- 脊髄脊柱外科
- 整形外科
- 形成外科
- 泌尿器科
- 麻酔科
- リハビリテーション科

## 医療機関の指定等
- 保険医療機関
- 救急告示医療機関
- 労災保険指定医療機関
- 指定自立支援医療機関（更生医療・育成医療）
- 身体障害者福祉法指定医の配置されている医療機関
- 原子爆弾被害者医療指定医療機関
- 原子爆弾被害者一般疾病医療取扱医療機関
- 母体保護法指定医の配置されている医療機関
- 臨床研修指定病院
- DPC対象病院

## 交通アクセス
- JR九州鹿児島本線門司駅下車、徒歩約10分。
- 西鉄バス北九州門司～戸畑線行先番号63・70・72・74・75

　　新小文字病院前（旧 社ノ木一丁目）バス停下車、目の前